# Турино-Миланский часослов

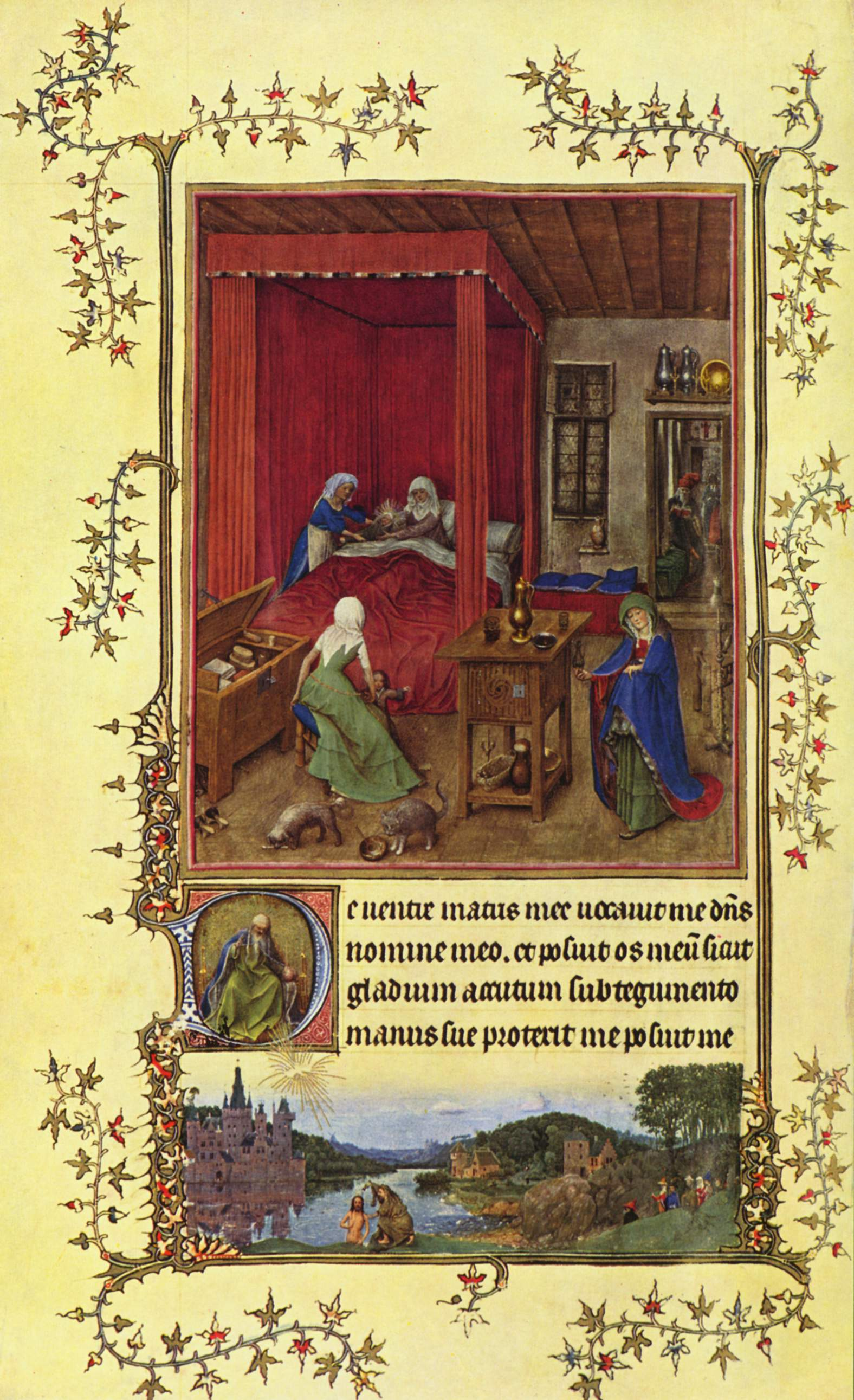
Турино-Миланский часослов. Мастер G. Рождество Иоанна Крестителя. Турин

Турино-Миланский часослов, первоначально носил название «Прекрасный часослов Богоматери» (фр. Tres Belles Heures de Notre Dame) — иллюстрированная рукопись конца XIV — начала XV веков.

## История создания
Работа над часословом была начата приблизительно в 1380 или 1390 годах. Возможно заказал часослов Жан, герцог Беррийский, которому он принадлежал в 1413 году. В инвентаре герцога он описан как «…прекрасный часослов нашей Девы Марии, написанный изящными большими буквами». Первый художник, работавший над манускриптом, был назван искусствоведом М. Миссом по главному своему произведению Мастером Нарбоннского парамана — алтарного антепендиума, в настоящее время находящегося в Лувре. После некоторого перерыва работа над оформлением часослова продолжилась в 1405 году. Но в 1413 году часослов не был завершён. Герцог Беррийский подарил манускрипт своему казначею и библиотекарю Робине д’Этампу, который разделил его на отдельные фрагменты, сохранив у себя бо́льшую часть книги часов с иллюстрациями. Она оставалась в семье д’Этамп до XVIII века, потом ею владели почти в течение ста лет Ротшильды, а с 1956 года она находится в Национальной библиотеке в Париже (MS: Nouvelle acquisition latine 3093). Эта часть часослова состоит из 126 листов с 25 миниатюрами, последние созданы около 1409 года, три из них приписывают кисти братьев Лимбург, однако не все историки искусства согласны с этой атрибуцией: Герхард Шмидт сомневается, что Эрман и Жан Лимбурги в 1405—1409 годах служили при дворе герцога Беррийского, и что три миниатюры из «Прекрасного часослова Богоматери» созданы ими.

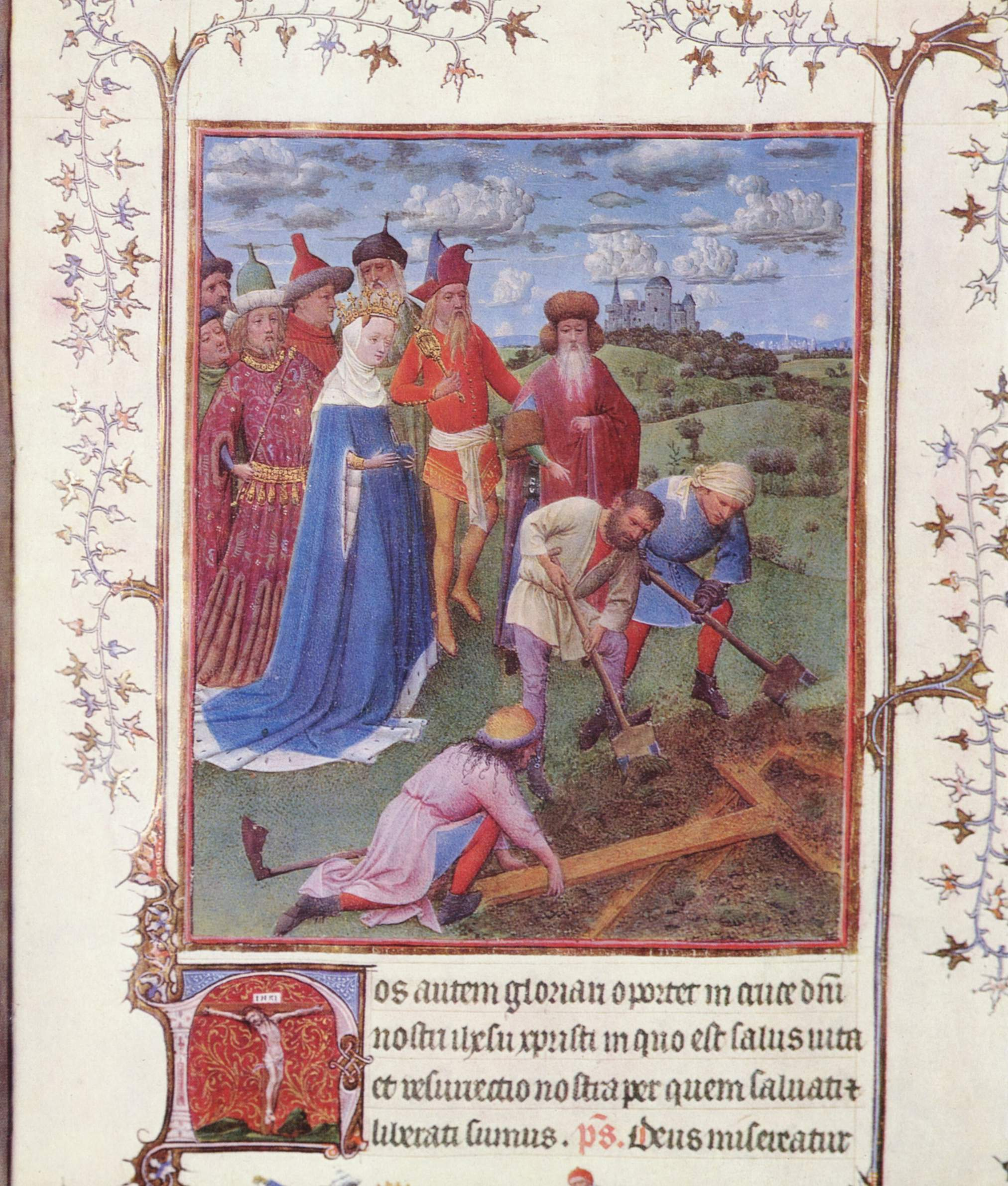
Мастер G. Обретение Святого креста. Турин

Вторая часть книги, не украшенная иллюстрациями, оказалась во владении представителей Баварско-Голландского дома — возможно, это был либо Иоганн Баварский, либо Вильгельм IV, который был женат на племяннице Жана Беррийского Маргарите Бургундской. Эта часть рукописи была оформлена уже художниками нового поколения в другом стиле. Позднее ею владел герцог Савойский, разделивший манускрипт ещё на две части. Одну из них (93 листа, 40 миниатюр) в 1720 году Виктор Амадей II Савойский передал в библиотеку Туринского университета, с того времени часослов стал называться Туринским. В 1902 году Поль Дюрье, восстановивший историю часослова, осуществил факсимильное издание части рукописи из Национальной библиотеки в Турине (Heures de Turin. Quarant-Cinq feuillets a provenant des tres belles heures de Jean de France duc de Berry. Paris). В 1904 году она погибла при пожаре Национальной библиотеки, и только благодаря изданию 1902 года можно иметь представление о миниатюрах, украшавших её.
Ещё одна часть часослова, принадлежавшая Савойскому дому, в начале XIX века попала в Милан в собрание князя Тривульцио и получила наименование Миланский часослов. С 1935 года она хранится в городском музее Турина. Поль Дюрье определил, что Туринский и Миланский часословы — части одной рукописи, он же первым предположил, что над манускриптом работали братья Ян и Хуберт ван Эйк.
От Туринской части, возможно в XVII веке, было отделено восемь листов. Из них четыре с пятью миниатюрами, созданными на раннем этапе оформления часослова, находятся в Кабинете рисунков Лувра (RF 2022—2025). Один лист с миниатюрами, относящийся к поздней фазе работы над рукописью и происходящий из бельгийской частной коллекции, был куплен в 2000 Музеем Пола Гетти. Сумма сделки, по некоторым предположениям, составила миллион долларов США.

## Миниатюры и декор

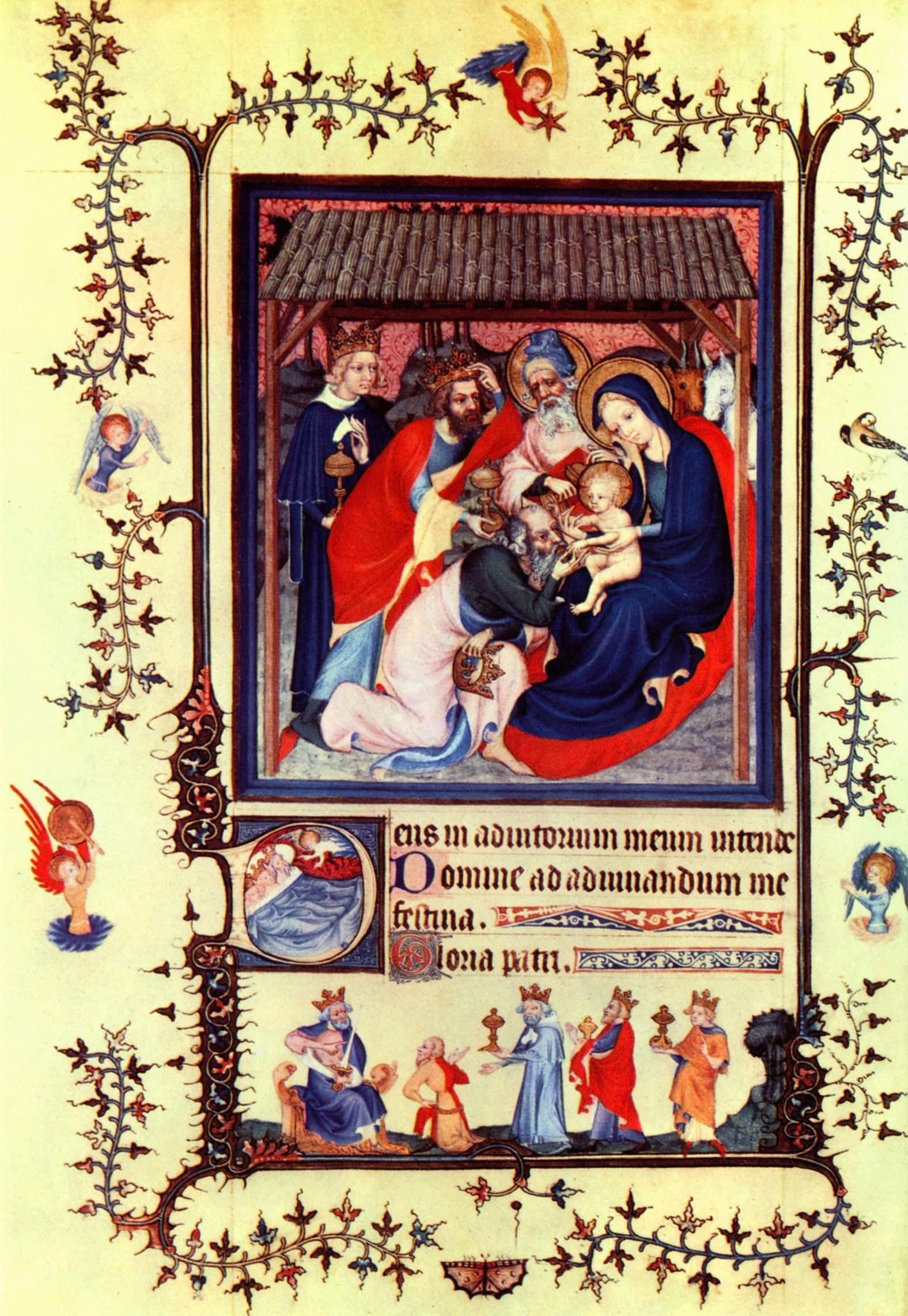
Мастер Нарбоннского парамана или его круг. Поклонение волхвов. Национальная библиотека. Париж

Размер страниц составляет приблизительно 234×203 мм. Почти все иллюстрированные страницы содержат большую миниатюру, располагающийся под ней текст (четыре строки) и ещё ниже — малую миниатюру, так называемую «ногу страницы» (фр. bas-de-page). Часто малая миниатюра со сценой из современной жизни тематически связана с главным изображением на странице. Текстовое поле украшено инициалами (квадрат, в который вписана маленькая сюжетная картинка). За небольшим исключением иллюстрации обрамлены стилизованной листвой, типичным для начала XIV века декором. На страницах, работа над которыми проходила на более раннем этапе, поля украшены фигурами ангелов, изображением животных и птиц. Часто bas-de-page и главная миниатюра в пределах одной страницы, например, на листе, хранящемся в музее Гетти, выполнялись разными художниками. То же можно сказать об обрамлении миниатюр и инициалах.
Единственное исключение в программе обрамлений — страница с миниатюрой «Virgo inter virgines». Её декор выполнен в более богатом стиле середины XV века (самое раннее — 1430-е годы) и закрывает выполненное ранее обрамление, частично соскобленное, возможно, потому что оно содержало портрет предыдущего владельца часослова.
Вероятно, первоначально в «Прекрасном часослове Богоматери» была 31 иллюстрированная страница (вместо нынешних 27), вместе с 40 туринскими, 28 миланскими, 5 луврскими и 1 миниатюрой из Музея Гетти они составляют 105 иллюминированных страницы, что близко к 131 иллюстрации Великолепного часослова герцога Беррийского, работа над которым также продолжалась многие десятилетия.

## Художники
Сравнивая миниатюры «Великолепного часослова герцога Беррийского» и Туринского часослова, Александр Бенуа отмечал принципиально новый подход к пейзажу в последних:

…дали вдруг уходят в глубину и начинают таять в воздухе, деревья покрываются трепещущей листвой и цветом, по небу толпятся облака, то освещённые полымем заходящего солнца, то ярко белеющие на синеве; наконец, ветер рвёт паруса, баламутит и гонит волны. При этом, несмотря на изумительную выписку деталей, в картинах нет ничего навязчивого, утомительно-острого. В миниатюре, иллюстрирующей «Молитву к св. Марии», город в глубине серого залива, с замком на скале и с домиками у подошвы, сливается в одну цельную и удивительно правдоподобную массу. Возможно, что это лишь фантазия, «композиция» художника; но скорее приходит на ум, что мы имеем перед собой точно списанный в серый и угрюмый день «портрет» какого-либо города Нормандии или Бельгии. Это же впечатление заимствованной прямо с натуры «ведуты» производит и пейзажный фон в картинке «Высадка Вильгельма IV», где в глубине композиции мы видим пейзаж, достойный XVII века — Гойена или Адреана ван дер Вельде: совершенно плоский морской берег, нескончаемые ряды прибоя, волнистые песчаные дюны с чахлыми деревьями и, наконец, небольшой городок с башнею…

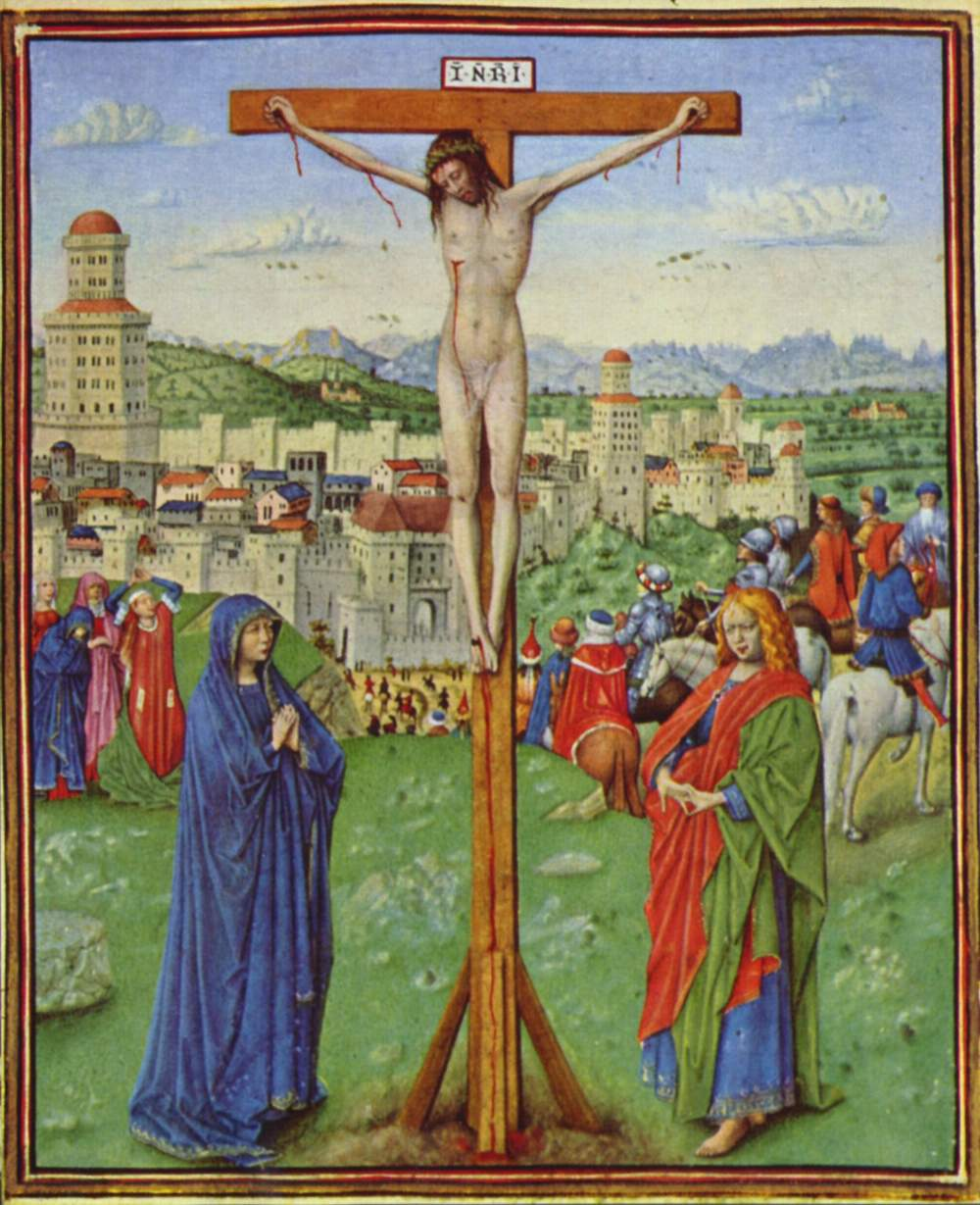
Распятие. «Рука H», Турин

Историк искусства Юлен де Лоо в своей книге, посвящённой миланской части (1911), разделил художников, работавших над часословом и присвоил им наименования от «Руки A» до «Руки K» в хронологической последовательности. «Руки A—E» — французские художники, работавшие над часословом до его разделения; «Руки G—K» — художники из Нидерландов; «Рука F» мог быть как французским, так и нидерландским миниатюристом. Идентификация художников до сих пор является предметом дискуссий. В настоящее время, например, считается, что работы, приписываемые «Руке J» принадлежат нескольким мастерам.
По мнению большинства исследователей, «мастер G» — наиболее новаторский из всех художников, работавших над часословом. Юлен де Лоо отзывался о его миниатюрах как о «самом изумительном, что когда-либо украшало книгу», в них «впервые в истории живописи появляется перспектива и световые эффекты» и отождествлял «мастера G» с Хубертом ван Эйком. Как большинство историков искусства того времени, Юлен де Лоо также считал Хуберта главным создателем Гентского алтаря. Юлен де Лоо предполагал, что «мастер H», близкий к «мастеру G», но не такой интересный — Ян ван Эйк. «Руки I—K» близки к стилю ван Эйка, возможно это художники его мастерской, и, по мнению Юлена де Лоо, работали по эскизам «мастера G». На сегодняшний день искусствоведы считают именно Яна ван Эйка «Рукой G». Некоторые же придерживаются мнения, что это работа нескольких, очень близких по стилю художников, которые являются даже более решительными реформаторами изобразительного искусства, чем братья ван Эйк. Считается, что миниатюры «художника G» выполнены в период с 1417 года по конец 1430-х годов. По мнению многих историков искусства, работа над часословом продолжалась и после смерти Яна ван Эйка (1441, Хуберт умер в 1426). Предположение возникло после того, как были отмечены стилистические и иконографические совпадения с рукописями и живописными произведениями, созданными в Брюгге после 1430-х годов. Вероятней всего в этот период именно в Брюгге велась работа над оформлением рукописи. Самый последний из художников часослова, «Рука K», считается наиболее слабым из группы мастеров, иллюстрировавших книгу в 1450-х годах и не принадлежащим к их кругу. Его почерк близок к манере Мастера Часослова Llangattock.

## «Мастер G»

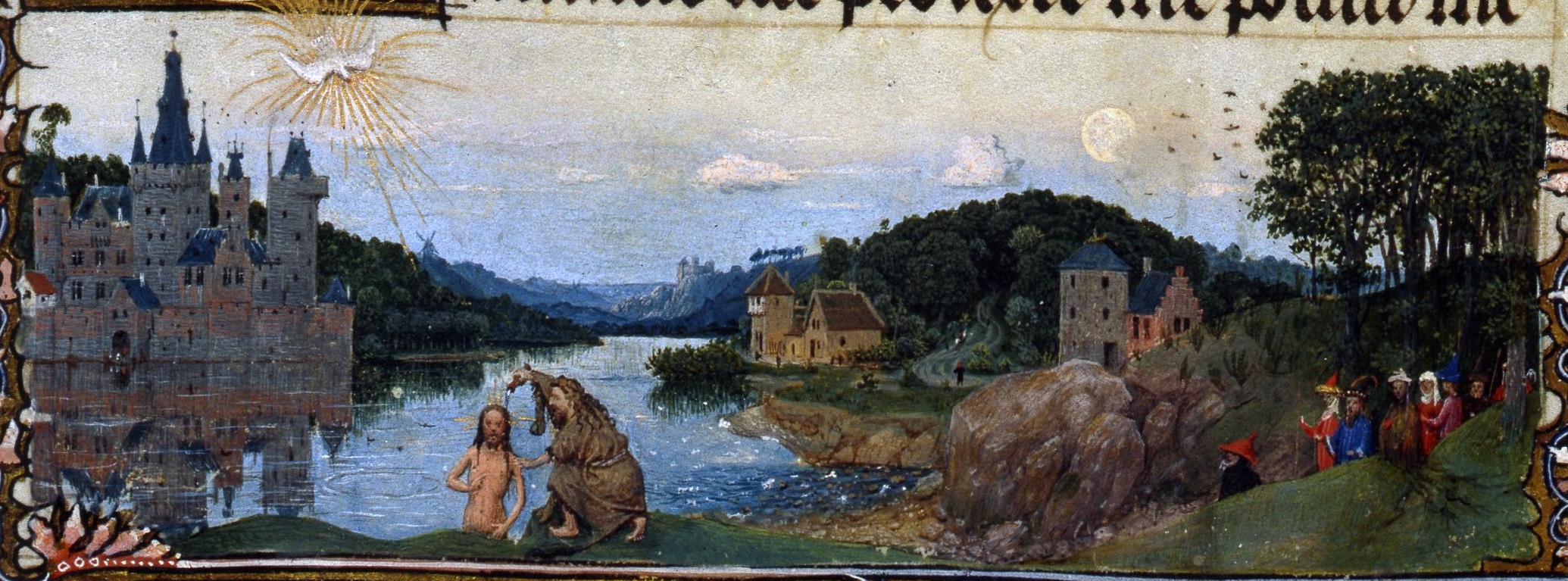
Bas-de-page со сценой «Крещение Иисуса Христа». «Рука G», Турин

Из листов, приписываемых «Руке G» сохранились два: «Рождество Иоанна Крестителя» и «Погребальная служба» с малыми миниатюрами и инициалами. Атрибуция третьего листа — большой миниатюры «Обретение Святого креста» — спорна. При пожаре Туринской библиотеки погибли ещё четыре листа: «Молитва на берегу» (Вильгельм Баварский, возносящий благодарность Богу), «Путешествие св. Юлиана и св. Марфы», «Взятие Христа под стражу» и «Мадонна среди дев».

## Факсимильные издания часослова
Первое факсимильное издание часослова (части, хранившейся в Туринской библиотеке до пожара 1904 года) было предпринято Полем Дюрье в 1902 году с обширными комментариями. Отдельно были изданы иллюстрации «Прекрасного часослова Богоматери» из Национальной библиотеки Франции и страницы, хранящиеся в Лувре. Книга Дюрье была переиздана в Турине в 1967 году, иллюстрации были отпечатаны с оригинальных негативов, добавлены и новые миниатюры. Качество фотографий и их воспроизводства в обоих изданиях были подвергнуты критике.